# Tejk'Abalch'En
Tejk'Abalch'En är en ort i Mexiko.   Den ligger i kommunen Oxchuc och delstaten Chiapas, i den sydöstra delen av landet, 800 km öster om huvudstaden Mexico City. Tejk'Abalch'En ligger 1 911 meter över havet och antalet invånare är 279.
Terrängen runt Tejk'Abalch'En är kuperad åt sydost, men åt nordväst är den bergig. Terrängen runt Tejk'Abalch'En sluttar norrut. Runt Tejk'Abalch'En är det ganska tätbefolkat, med 67 invånare per kvadratkilometer. I omgivningarna runt Tejk'Abalch'En växer i huvudsak städsegrön lövskog.